# Paul Maistre

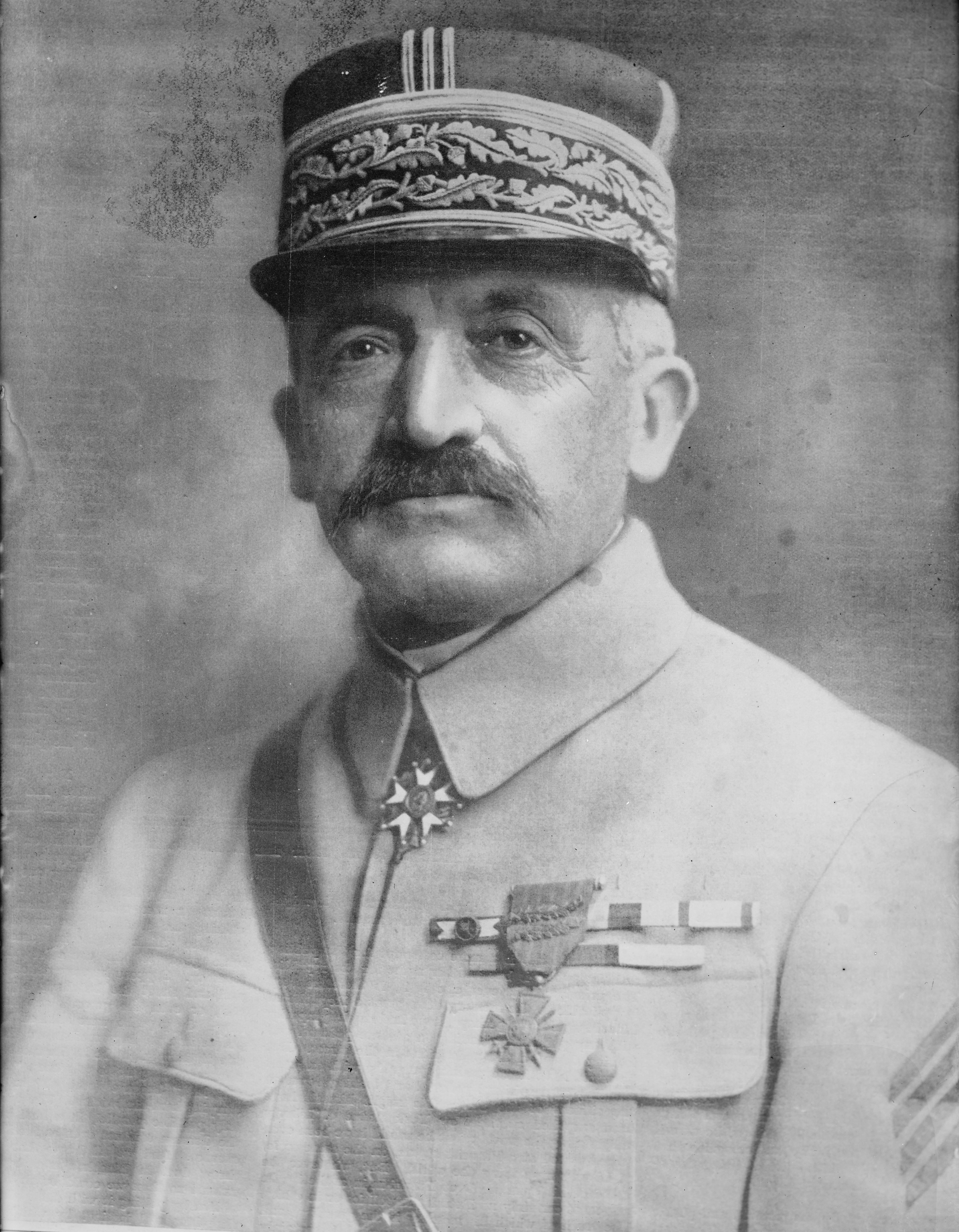
Paul Maistre, um 1920

Paul André Marie Maistre (* 20. Juni 1858 in Joinville; † 25. Juli 1922 in Paris) war ein französischer Offizier, zuletzt Général de division.

## Leben
Maistre schloss 1879 die Militärschule Saint-Cyr als Erster seiner Klasse ab und trat anschließend als  Sous-lieutenant  in das 60e régiment d’infanterie ein. Er wurde 1887 zum Capitaine im 76e régiment d’infanterie und 1898 zum Commandant befördert. Von 1898 bis 1903 unterrichtete er in Saint-Cyr in Strategie und Taktik. 1909 wurde er Colonel und Kommandant des 4e régiment d’infanterie. Von 1912 bis 1914 diente er als Général de brigade im französischen Generalstab und wurde zu Beginn des Ersten Weltkriegs zum Chef des Generalstabs der 4. Armee unter Fernand Louis Langle de Cary ernannt.
Nach der Schlacht an der Marne wurde er zum Général de division befördert und als Nachfolger von General Émile Legrand-Girarde am 12. September zum Kommandanten des XXI. Armeekorps ernannt, das bis 1916 im Artois kämpfte. 1916 wurde er mit seinem Korps in der Schlacht um Verdun und der Schlacht an der Somme eingesetzt. Im Mai 1917 übernahm er von Charles Mangin den Befehl über die 6. Armee, in der es nach der „Nivelle-Offensive“ zu besonders schweren Meutereien gekommen war. Im Oktober 1917 führte er seine Armee in der Schlacht bei Malmaison.
Im Dezember 1917 wurde Maistre nach Italien beordert, um die französische 10. Armee an der Piave-Front zu übernehmen. Nach dem Beginn der deutschen Frühjahrsoffensive an der Westfront im März 1918 wurde seine Armee nach Frankreich zurückbeordert und kam bei der Abwehr der deutschen Offensive zwischen Aisne und Marne zum Einsatz. Am 10. Juni wurde ihm der Befehl über die Groupe d’Armées du Nord – Anfang Juli umbenannt in Groupe d’Armées du Centre – übertragen, mit der er an der Zweiten Schlacht an der Marne teilnahm. Maistre führte die Heeresgruppe auch in der Hunderttageoffensive, die mit dem Waffenstillstand vom 11. November endete.
Im Mai 1919 wurde Maistre zum Vorsitzenden des Obersten Verteidigungskomitees ernannt. Von 1921 bis kurz vor seinem Tod war er anschließend Generalinspekteur der Infanterie. Er wurde im Caveau des Gouverneurs der Cathédrale Saint-Louis-des-Invalides in Paris beigesetzt.